# Scrophularia crassipedunculata
Scrophularia crassipedunculata är en flenörtsväxtart som beskrevs av Farideh Attar och Joharchi. Scrophularia crassipedunculata ingår i släktet flenörter, och familjen flenörtsväxter. Inga underarter finns listade i Catalogue of Life.